# USS 켈빈
USS 켈빈(영어: The USS Kelvin, NCC-0514, in Alternate Reality, 2233)은 스타 트렉에서 2233년 기준에 활동하였던 함선이다.

## 프라임 리얼리티
프라임 리얼리티에서는 2233년 기준 활동중이다.

### 장교
1. 함장 : 리처드 로바우 (2233) - 사망

2.조지 커크
1. 부함장 : 조지 커크 (2233) - 사망
2. 교신 장교 : ?
3. 과학 장교 : ?
4. 의학 장교 : ?
5. 보안 장교 : 크벤테이르 (2233)
6. 전술 장교 : 험프리 (2233)
7. 승무원
  1. 대위 미첼 피트 (2233)
  2. 위노나 커크 (2233)

## 알터네이트 리얼리티
알터네이트 리얼리티, 즉 대체 현실에서의 USS 켈빈(스타 트렉: 더 비기닝 항목 참조)은 2233년 나라다 호의 공격으로 심각하게 파손되었다.
이후 조지 커크 부함장이 함선의 모든 승무원을 대피시킨 후 켈빈 호를 몰고 나라다 호와 충돌하여 침몰한다.

### 장교
1. 함장
  1. 제1대 함장 : 리처드 로바우 (2233~2233) - 네로에 의해 살해
  2. 제2대 함장 : 조지 커크 (2233~2233) - 켈빈과 함께 자폭
2. 부함장 : 조지 커크 (2233)

이후는 프라임 리얼리티와 똑같다.